# Homole
Homole település Csehországban, a České Budějovice-i járásban. Homole Vrábče, Lipí, Litvínovice, Závraty, Dubné, Boršov nad Vltavou és Planá településekkel határos. Lakosainak száma 1676 fő (2024. január 1.).

## Népesség
A település lakosságának változását az alábbi diagram mutatja:
| Lakosok száma | 510  | 601  | 685  | 1425 | 768  | 827  | 1528 | 1583 | 1629 | 1676 |
|               | 1869 | 1890 | 1921 | 1950 | 1980 | 2001 | 2017 | 2019 | 2022 | 2024 |